# Roberta Di Lorenzo
Roberta Di Lorenzo (San Marco in Lamis, 1º giugno 1980) è una cantautrice italiana.
Come autrice è nota per aver composto E tu lo chiami Dio, brano musicale presentato da Eugenio Finardi al Festival di Sanremo 2012.

## Biografia
Dopo aver studiato chitarra, pianoforte e canto lirico, nel 2005 entra nel gruppo vocale "L'una e cinque"; due anni dopo conosce il suo produttore, Francesco Venuto, e Eugenio Finardi, che la mette sotto contratto per la sua etichetta EF Sounds, distribuita dalla Edel Italia, con cui pubblica nel 2010 il suo album di debutto, L'occhio della luna; l'album ottiene la menzione speciale al Premio Lunezia del 2010 e si inserisce nella cinquina dei migliori album d'esordio del Premio Tenco 2010
Nello stesso anno la sua canzone Luce da un faro viene inserita nell'album collettivo curato da Enrico Deregibus con la collaborazione del Club Tenco e del MEI e pubblicato da Ala Bianca La leva cantautorale degli anni zero.
Nel 2012 Finardi partecipa a Sanremo con una canzone scritta dalla Di Lorenzo, E tu lo chiami Dio; in origine il brano doveva essere interpretato dalla stessa cantautrice nella categoria giovani, con la produzione di Finardi, ma Gianni Morandi, conduttore ed organizzatore del Festival, chiese a Finardi di partecipare al Festival come cantante.
Nello stesso anno la cantautrice pubblica il secondo album, il cui titolo è tratto da un verso del brano, Su questo piano che si chiama Terra; all'interno di esso la Di Lorenzo duetta con Alberto Fortis in Lady Hawke, con Andrea Mirò in Menti distratte, con i Sonohra in L'amore si impara e con lo stesso Finardi in una versione di E tu lo chiami Dio.
Con i Sonohra la collaborazione continua per il brano Si chiama libertà, pubblicato come singolo, per cui scrive il testo; alla canzone partecipa anche Hevia.
Nel 2014 la Di Lorenzo collabora con Milena Vukotic per Moderato cantabile, reading musicale per celebrare Marguerite Duras; l'anno successivo pubblica il terzo album, Adesso guardami. Nello stesso anno, partecipa inoltre all'album Malaspina di Oliviero Malaspina duettando nel brano La strada.
Roberta Di Lorenzo da sempre sensibile alle tematiche culturali e sociali, è stata ricevuta dal presidente Giorgio Napolitano in quirinale l'8 Marzo 2014 per il suo impegno in musica contro la violenza di genere
Nel 2015 collabora di nuovo con i Sonohra per il singolo Continuerò
Nel 2017 collabora con Guido Guglielminetti e la violoncellista Chiara Di Benedetto per lo spettacolo I viaggiatori d'occidente, basato sui brani musicali in cui ha suonato Guglielminetti nella sua lunga carriera.
Nell'estate 2022 è stata scelta da Gianluca Grignani per accompagnarlo insieme alla sua band, nel Living Rock and Roll tour, nel ruolo di corista, percussionista e chitarrista. 
Il 26 Maggio 2023 viene rilasciato NOMADE quarto album della cantautrice, che vede tra gli ospitl Andy dei Bluvertigo
Il 2 Marzo 2024 si esibisce al festival "Chansonne de femme" di Bourgoin-Jallieu per l'istituto di cultura italiana a Lione in collaborazione con il Club Tenco
Il 23 e 24 Novembre 2024 è testimonial della canzone d'autore italiana con un doppio concerto organizzato a Città Del Capo dal consolato italiano in Sud Africa

## Discografia

### Album
- 2010 - L'occhio della luna (EF Sounds/ Egea, EFS0901)
- 2012 - Su questo piano che si chiama Terra (Raiser/Edel Italia, CCD3159)
- 2015 - Adesso guardami (Edel Italia)
- 2023 - Nomade (Egea)